# Cymbopetalum brasiliense
Cymbopetalum brasiliense (Vell.) Benth. ex Baill. – gatunek rośliny z rodziny flaszowcowatych (Annonaceae Juss.). Występuje naturalnie w Gujanie Francuskiej, Surinamie, Gujanie, Wenezueli, Kolumbii, Ekwadorze, Peru, Boliwii oraz Brazylii (w stanach Acre, Amazonas, Amapá, Pará, Rondônia, Roraima, Bahia, Maranhão, Pernambuco, Mato Grosso, Espírito Santo, Minas Gerais i Rio de Janeiro). 

## Morfologia
PokrójZimozielony krzew dorastające do 1–5 m wysokości.
LiścieMają eliptyczny, odwrotnie owalny lub odwrotnie owalnie lancetowaty kształt. Mierzą 15–31 cm długości oraz 5–11 cm szerokości.
KwiatySą pojedyncze. Rozwijają się w kątach pędów. Działki kielicha mają owalny kształt i dorastają do 4–8 mm długości. Płatki osiągają do 2–4 cm długości, mają brązowe plamki u podstawy.
OwoceMieszki tworzące owoc zbiorowy. Są zwisające. Mają żółtą barwę z czerwonymi plamkami.

## Biologia i ekologia
Rośnie w wiecznie zielonych lasach. Występuje na wysokości do 800 m n.p.m.